# Lomtjärnen (Kroppa socken, Värmland, 661803-142150)
Lomtjärnen är en sjö i Filipstads kommun i Värmland och ingår i Göta älvs huvudavrinningsområde.